# Ruth Klappenbach

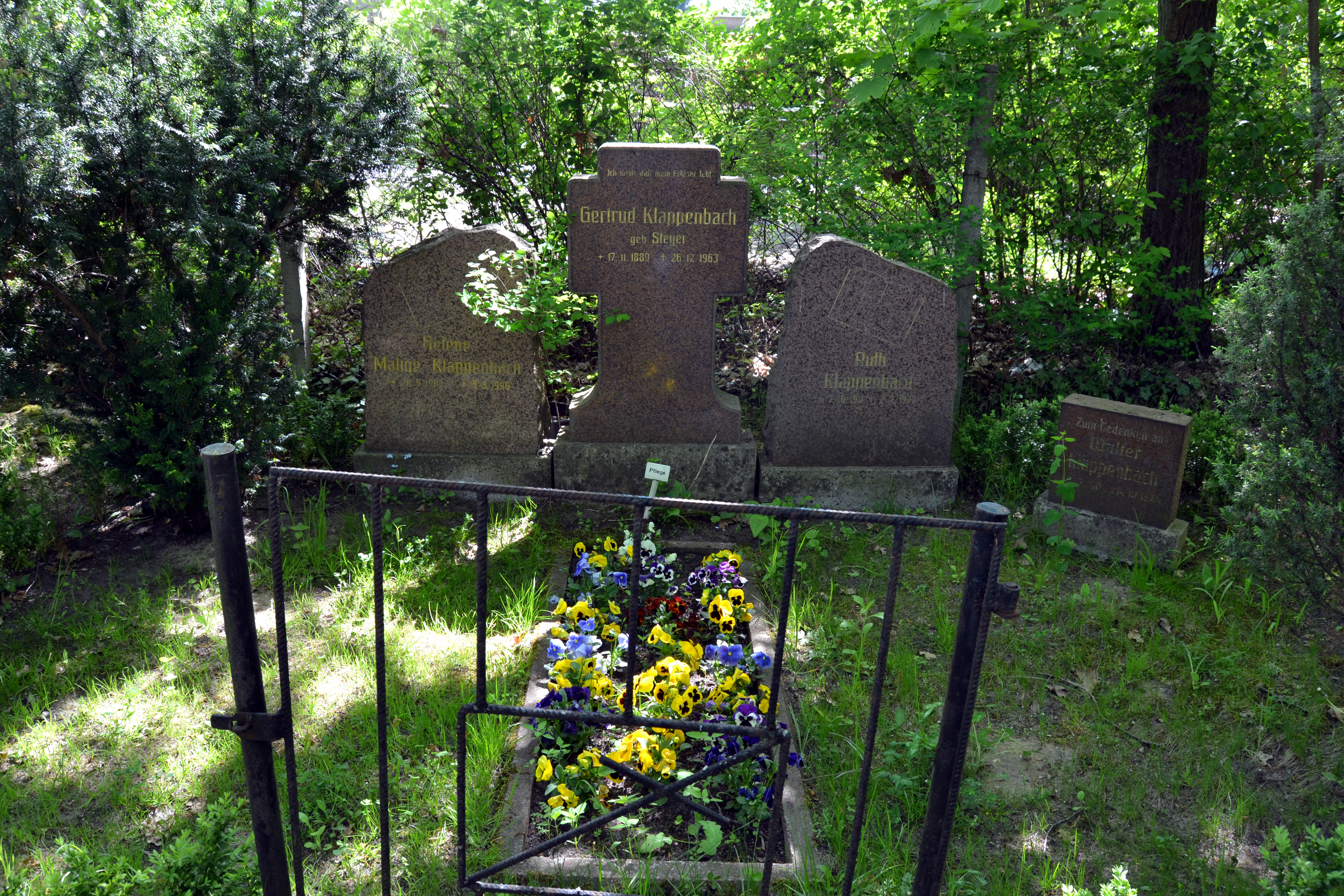
Grab der Familie Klappenbach in Schöneiche

Ruth Klappenbach (* 7. Oktober 1911 in Niedersteinbach; † 2. Februar 1977 in Berlin) war eine deutsche Germanistin, Sprachwissenschaftlerin, Mediävistin und Lexikografin.

## Leben und Werk
Ruth Klappenbach wuchs in Leipzig auf, machte 1931 Abitur und studierte an der Universität Leipzig Germanistik und Anglistik. Nach dem Staatsexamen 1935 war sie bis 1945 Assistentin von Theodor Frings. 1942 wurde sie mit der Arbeit Zur Urkundensprache des 13. Jahrhunderts promoviert (Die Dissertation erschien 1944 als Band 67/68 in der Zeitschrift Beiträge zur Geschichte der deutschen Sprache und Literatur). Frings holte sie 1952 an die Deutsche Akademie der Wissenschaften in Ostberlin, wo sie, inspiriert von Wolfgang Steinitz, nach russischen Vorbildern das Team zur Erarbeitung des Wörterbuchs der deutschen Gegenwartssprache (WDG) leitete und das Projekt 1977 in sechs Bänden zum Abschluss brachte. Die hohe lexikografische Qualität des WDG wurde durch eine von der Partei erzwungene Ideologisierung zwar beeinträchtigt, aber nicht wesentlich geschmälert.
Ruth Klappenbach starb im Alter von 65 Jahren an Krebs. Werner Abraham (* 1936) und ihre Schwester Helene Malige-Klappenbach (* 10. Juni 1909; † 5. August 1996), die ihr während der gesamten Wörterbucharbeit zur Seite stand, haben ihr Gedenkbände verfasst. Beide Schwestern ruhen im Familiengrab auf dem Waldfriedhof Schöneiche.